# Калмацо (Пезаро и Урбино)
Калмацо је насеље у Италији у округу Пезаро и Урбино, региону Марке.
Према процени из 2011. у насељу је живело 223 становника. Насеље се налази на надморској висини од 132 м.